# Bobadilla
Bobadilla – gmina w Hiszpanii, w prowincji La Rioja, w La Rioja, o powierzchni 4,66 km². W 2011 roku gmina liczyła 140 mieszkańców.